# 122 mm D-30
L'Obice D-30 è uno dei pezzi d'artiglieria moderni di maggiore diffusione. Si tratta di un'arma leggera e maneggevole, che rinuncia in base a questi requisiti prioritari ad una massa elevata, necessaria per una lunga gittata. Ha una gittata di 15 km circa, 21 km con munizioni a razzo, e una capacità di brandeggi su piattaforma a 360°. È usato anche come arma per il semovente 2S1, mentre i siriani ne hanno realizzato un rudimentale modello semovente sullo scafo del T-34.

## Genesi
Lo sviluppo di questa nuova artiglieria iniziò negli anni '50 per sostituire una più anziana bocca da fuoco, l'obice M-30, sempre da 122mm. Si trattava di un'arma divisionale, che a suo tempo, ovvero dal 1938, era certamente molto potente ed innovativa: un calibro unificato,  per un'artiglieria unificata, che eliminava la dualità solitamente in auge negli eserciti dell'epoca, ovvero un obice di calibro elevato e un cannone a lunga gittata, poiché il primo mancava di gittata mentre il secondo di potenza, ma l'M30 riuniva in sé un compromesso raramente così valido tra le opposte esigenze operative. Con un proiettile da 22 kg, una gittata di quasi 12 km, esso era un'arma più potente degli equivalenti occidentali da 75-105mm, e più mobile degli obici della categoria 149-155mm.
Nel dopoguerra, quest'arma, nonostante la sua corta bocca da fuoco, era ancora valida ed è stata tenuta in servizio fino praticamente ai nostri giorni. Ma certamente era possibile fare di meglio, aumentando la superiorità che l'artiglieria divisionale sovietica possedeva sulla maggior parte degli eserciti occidentali, e così avvenne.

## L'arma
Studiato e realizzato dalla squadra di F.F. Petrov, uno dei migliori progettisti d'artiglieria sovietici, il nuovo obice aveva la bocca da fuoco più lunga (40 calibri), il che, assieme ad un freno di bocca multiplo, consentiva sia una maggiore gittata, che un ridotto rinculo.
Questo permetteva di contenere il peso complessivo a valori accettabili, congrui con l'impiego tattico previsto per quest'arma. L'aumento di gittata era notevole, perché si passava da 11.800 a 15.000m. Ma anche la precisione migliorava, con un errore medio sul bersaglio sceso da 35 ad appena 21 m alla distanza di 10 km circa.
Questo significava piazzare i colpi su di una superficie pari alla metà di quanto possibile in precedenza, con ovvi risparmi in termini di munizionamento impiegato, specie contro bersagli puntiformi.
Un altro miglioramento erano le munizioni. Non solo una più efficace granata esplosiva HE, ma anche una interamente nuova gamma di proiettili, tra cui, in seguito, anche uno con propulsione a razzo, idoneo per raggiungere i 21 km.
L'affusto consente a sua volta notevoli miglioramenti operativi: anziché l'arco di tiro dell'M-30, buono ma pur sempre limitato, di 58°, è stato possibile realizzarne uno da 360° grazie agli studi realizzati negli anni '40 dai progettisti tedeschi e prima ancora francesi, sulla disposizione ideale delle parti meccaniche dell'affusto.
Come previsto dagli ultimi obici da 105mm disegnati in Germania, si applicò un sistema speciale per un brandeggio di 360° sull'arco orizzontale ed aumentandone al contempo la celerità di brandeggio e tiro. Esso funziona in questo modo: in azione, il pezzo d'artiglieria D-30 viene portato trainato da MT-LB o autocarri. Le 3 code sono raggruppate sotto la bocca da fuoco e comprendono gli agganci per il traino. Appena fermati, i serventi sbloccano il fermo che tiene la bocca da fuoco, poi azionano un martinetto che solleva il cannone da terra, quindi aprono a ventaglio le 3 code per 120° di distanza l'una dall'altra, infine abbassano il martinetto cosicché i vomeri delle code entrano nel terreno e si ottiene una stabile piattaforma per il tiro, mentre le ruote vengono sollevate da terra fornendo anche protezione ai serventi assieme ad un piccolo scudo.
Da notare che le artiglierie precedentemente dotate di brandeggio sui 360°, come il 25 libbre inglese, avevano tale capacità assicurata da una pesante piattaforma circolare, mentre in tal modo si sono utilizzate le code multiple per risolvere il problema con molto meno ingombro anche se a prezzo di una maggiore complessità.
Anche per questa capacità di brandeggio a giro d'orizzonte, le capacità anticarro sono risultate di tutto rispetto, specie confrontandole con un affusto convenzionale. E così l'D-30 può sparare, oltre le munizioni esplosive, anche le HEAT, capaci di perforare ben 460mm di acciaio, ovvero qualsiasi corazza di veicolo corazzato convenzionale. Altri tipi di munizioni sono quelle nebbiogene ed illuminanti, nonché i proiettili a caricamento con aggressivi chimici. La cadenza di tiro è di almeno 6-8 colpi al minuto, ma ovviamente la velocità iniziale assai bassa consente un preciso tiro contro veicoli solo entro distanze relativamente ridotte, circa 1 km.
Un altro motivo per l'efficacia dell'arma è l'otturatore a scorrimento verticale, con estrazione automatica del bossolo, mentre esiste un congegno di recupero sopra la bocca da fuoco. Esistono sia sistemi di puntamento per il tiro indiretto e per il tiro diretto, basati su quadranti e cannocchiali.
Naturalmente, essendo un obice, la sua elevazione consente di sparare anche nel secondo arco (-7/+70 gradi), mentre le munizioni sono a carica variabile, del tipo cartoccio-bossolo.
Per il traino sono disponibili grossi pneumatici su di un unico asse, la velocità può raggiunger almeno i 60 km/h senza rischio di danneggiamenti, ovviamente su strada.

## Servizio
Come regola, in un esercito seguente l'ordinamento sovietico esisteva ed esiste un gruppo di 3 batterie su 6 pezzi l'una  per ogni reggimento. Ogni divisione ha 4 reggimenti corazzati e meccanizzati (3-1 se è corazzata, 1-3 se è fanteria motorizzata). Così ogni divisione ha 72 obici da 122mm.
Prodotto dai primi anni '60 nello stabilimento d'artiglieria N.9 di Sverdlovsk, questo pezzo d'artiglieria si è diffuso in grandi quantità in tutta l'area socialista, e talvolta anche oltre questa. Tuttavia, non ha mai soppiantato totalmente la più vecchia bocca da fuoco del tipo M-30 o M1938 di cui si è accennato. Con questa ha combattuto violentissime battaglie in Medio Oriente, specie nella Guerra Iran-Iraq negli anni ‘80, che essenzialmente si dimostrò una lunga azione di logoramento tra gli schieramenti opposti, stile Prima guerra mondiale.
In tale contesto, il D-30, con la sua gittata relativamente limitata, sia pure aumentabile con proietti speciali di recente produzione, e con una granata di potenza relativamente ridotta, non si è particolarmente distinto in quanto, dopotutto, era stato concepito per una guerra mobile e fluida in un territorio più piccolo degli ampi spazi mediorientali, e contro truppe all'aperto piuttosto che in trincee e rifugi.
Nondimeno, ha certamente fatto un più che onesto lavoro, sebbene in tali situazioni le artiglierie a lunga gittata da 152-155mm, come anche i cannoni da 130mm M-46, abbiano reso migliori servigi, specie nel tiro di controbatteria.
Va notato che comunque, sebbene con una gittata relativamente ridotta per adempiere a tale scopo, i D-30 erano in grado di superare artiglierie come le M114 americane da 155mm del periodo bellico, e praticamente ogni pezzo della classe 105mm. Persino gli obici semoventi M109 avevano una gittata, nella versione base, inferiore di circa 1000 m, malgrado il maggior calibro dell'obice, da 155/23mm.
La mobilità era un altro fattore che si dovette studiare per bene, per migliorarla col progredire delle concezioni tattiche. Siccome spesso venivano utilizzati cingolati MT-LB anziché autocarri, ad un certo punto ci si sarà chiesti se non valesse la pena di sistemare gli D-30 direttamente sopra tali veicoli, visto che il tempo di messa in batteria, per quanto rapido, era pur sempre rilevante, quando ormai che i radar di controbatteria rendevano possibile rispondere al fuoco in tempi ridotti e con precisione. Il fatto di avere una gittata relativamente ridotta, e di essere al tempo stesso a traino meccanico, rendeva i D-30 vulnerabili, ma utilizzando in buona parte la meccanica dell'MT-LB si riuscì a realizzare un semovente, il primo sovietico a torretta chiusa, che entrò in linea agli inizi degli anni '70, come semovente 2S1. Esso si caratterizzava per essere molto leggero e mobile, tanto che era anfibio senza preparazione.

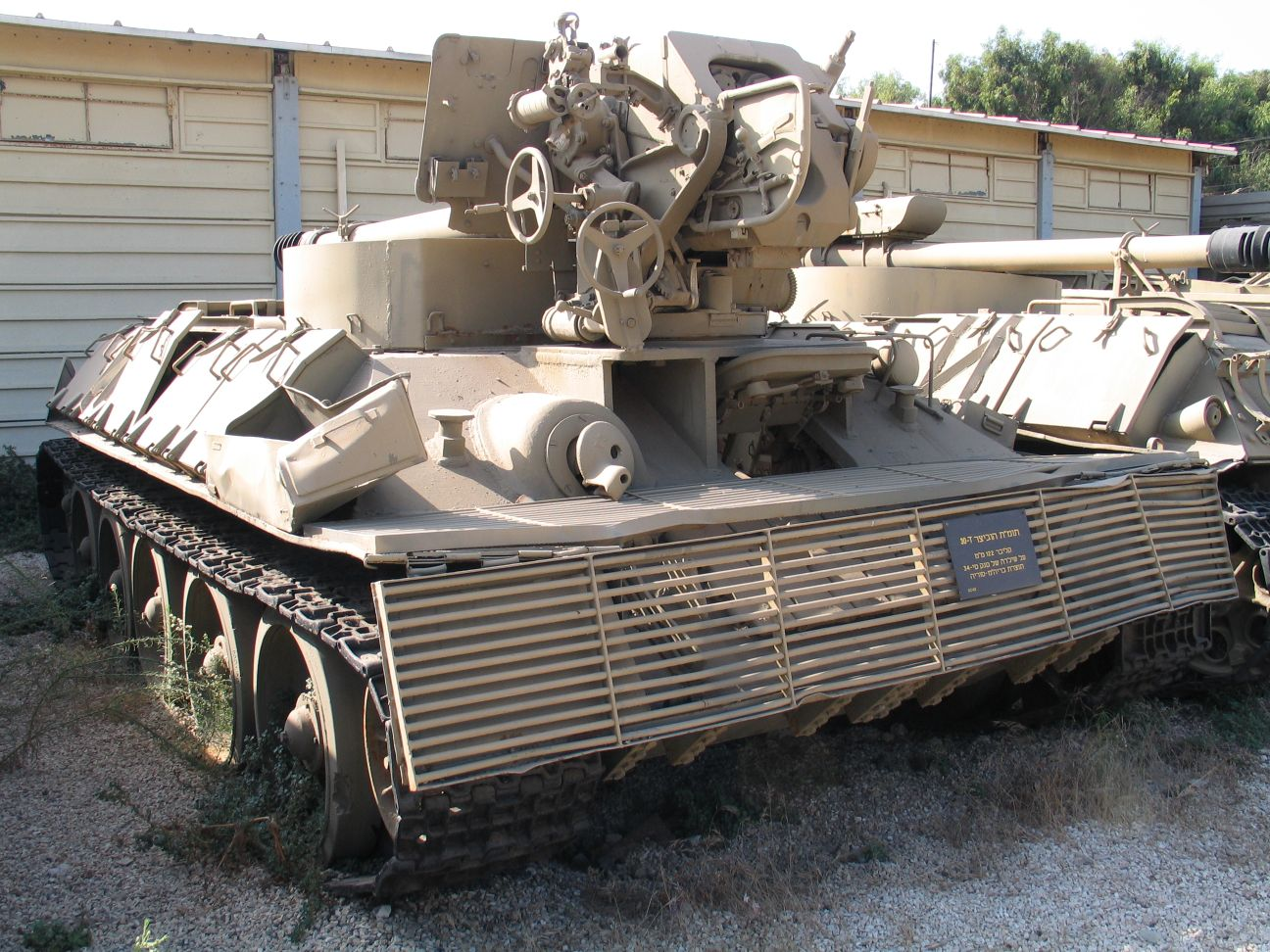
arma installata su scafo di T-34, realizzazione siriana

Un altro sviluppo fu l'improvvisazione siriana, con un D-30 sistemato sopra lo scafo di vecchi carri T-34, similmente a quanto facevano gli israeliani con gli Sherman. La modifica era assai rozza, ma permetteva effettivamente di far muovere celermente l'artiglieria divisionale, sottraendola al pericolo e consentendo di tenere il passo dei carri. Il principale inconveniente era l'assenza di protezione per i serventi.
Un ultimo sviluppo degno di essere menzionato è stato il cannone controcarro jugoslavo da 100mm, realizzato sistemando la bocca da fuoco del T-12 sull'affusto del D-30, garantendo così il brandeggio a giro d'orizzonte originariamente non posseduto dalle artiglierie controcarro. Ma l'affusto del D-30 era talmente basso, anche quando in posizione di tiro, che rendeva possibile questo tipo di soluzione senza compromettere la sicurezza del cannone (più alta la sagoma, maggiore la probabilità di essere scoperti e colpiti).
Con una telecamera notturna, computer, telemetro laser e una cadenza di tiro di 15 colpi al minuto, questo pezzo d'artiglieria ha servito egregiamente nell'esercito federale, anche se la mancanza dell'intervento via terra da parte degli 'Alleati' nella guerra del 1999 non ha permesso di verificarne appieno l'efficacia, ristretta a poche scaramucce durante la guerra civile precedente.
Il cannone da 125mm. Sprut, che è arrivato dopo, ha anch'esso la stessa tecnica di base del D-30, ovvero l'affusto con 3 code e brandeggio a giro d'orizzonte.
In definitiva, il D-30 è stato un eccellente pezzo d'artiglieria, probabilmente il più prodotto al mondo, e forse non solo considerando il periodo postbellico. La sua progettazione molto razionale, nonostante lo strano aspetto in batteria, e la sua leggerezza e manovrabilità lo hanno reso un'arma di indubbia utilità. I vantaggi sono elencabili come: affidabilita, alta mobilità a traino, rapidità di messa in batteria e uscita dall’azione, capacità di sparare a giro d'orizzonte sia nel primo che nel secondo arco di tiro, precisione sufficiente per esercitare anche il ruolo controcarro d’emergenza, semplicità, robustezza ed economia, leggerezza a tale da essere trainabile da mezzi medi se non leggeri.
La sua principale limitazione, ovvero il fatto di essere un'arma di medio calibro, di ridotta gittata, lo ha tuttavia reso progressivamente meno importante rispetto ai cannoni da 152-155mm con gittata prolungata, che via via hanno soppiantato le precedenti armi, e il calibro intermedio, 122mm, ha perso progressivamente di importanza. Uno dei motivi va anche ricercato nella minore capacità di carico interna che questo calibro assicura rispetto al 152/155, soprattutto con l'avvento dei proiettili ICM, ovvero contenenti submunizioni.
Nondimeno, per circa 30 anni questo pezzo d'artiglieria ha rappresentato il fulcro della specialità nell'Armata rossa, che nel 1989 schierava oltre 80.000 armi di calibro superiore al 100mm, e a tutt'oggi resta in servizio in migliaia di esemplari, sia trainati che semoventi.